# Eutolmus bureschi
Eutolmus bureschi är en tvåvingeart som beskrevs av Hradsky och Moucha 1964. Eutolmus bureschi ingår i släktet Eutolmus och familjen rovflugor. Inga underarter finns listade i Catalogue of Life.